# Asparagus mozambicus
Asparagus mozambicus — вид рослин із родини холодкових (Asparagaceae).

## Біоморфологічна характеристика
Стебла чубчасті, прямовисні, кутасті, смугасті, голі, волотисто розгалужені; листя лускоподібне.

## Середовище проживання
Ареал: Мозамбік.